# Eric Robinson (Eishockeyspieler)
Eric Robinson (* 14. Juni 1995 in Bellmawr, New Jersey) ist ein US-amerikanischer Eishockeyspieler, der seit Juli 2024 bei den Carolina Hurricanes aus der National Hockey League (NHL) unter Vertrag steht und dort auf der Position des linken Flügelstürmers spielt. Zuvor war Robinson insgesamt fünf Jahre in der Organisation der Columbus Blue Jackets aktiv und spielte eine Saison für die Buffalo Sabres. Sein älterer Bruder Buddy Robinson ist ebenfalls professioneller Eishockeyspieler.

## Karriere
Eric Robinson wurde in Bellmawr geboren und spielte in seiner Jugend für die Nachwuchsmannschaften des „Team Comcast“ in seinem Heimatstaat New Jersey in regionalen Juniorenligen. Zur Saison 2013/14 wechselte er zu den Dubuque Fighting Saints in die United States Hockey League (USHL), die ranghöchste Nachwuchsspielklasse der USA. Dort verzeichnete er 24 Scorerpunkte in 50 Partien und schrieb sich anschließend an der Princeton University ein, mit deren Eishockeyteam, den Tigers, er fortan am Spielbetrieb der ECAC Hockey teilnahm, einer Liga im Spielbetrieb der National Collegiate Athletic Association (NCAA). In Princeton steigerte der Flügelstürmer seine persönliche Statistik von Jahr zu Jahr, bis zu einem Bestwert von 31 Punkten aus 36 Partien in der Spielzeit 2017/18. Darüber hinaus führte er die Tigers in diesem Jahr als Mannschaftskapitän zur Meisterschaft der ECAC.
Seine Leistungen im College-Bereich sorgten auch für Interesse aus der National Hockey League (NHL), sodass er, ohne zuvor in einem NHL Entry Draft berücksichtigt worden zu sein, im März 2018 einen Einstiegsvertrag bei den Columbus Blue Jackets unterzeichnete. Für das Team debütierte der US-Amerikaner noch im April gleichen Jahres in der NHL, ehe er mit Beginn der Saison 2018/19 vorerst überwiegend bei deren Farmteam eingesetzt wurde, den Cleveland Monsters aus der American Hockey League (AHL). Auch dort trat er in der Folge als regelmäßiger Scorer in Erscheinung, sodass er bereits in der Spielzeit 2019/20 mit 50 NHL-Einsätzen hauptsächlich in Columbus zum Einsatz kam. Nachdem der Vertrag des Angreifers im Januar 2020 vorzeitig um zwei Jahre verlängert wurde, etablierte er sich mit Beginn der Saison 2020/21 endgültig im Kader der Blue Jackets.
Im Dezember 2023 wurde der Flügelstürmer im Tausch für ein konditionales Siebtrunden-Wahlrecht im NHL Entry Draft 2025 an die Buffalo Sabres abgegeben. Von dort gelangte er im Juli 2024 als Free Agent zu den Carolina Hurricanes.

### International
Im Rahmen der Weltmeisterschaft 2021 gab Robinson sein Debüt für die Nationalmannschaft der USA und gewann dort mit ihr die Bronzemedaille. In zehn Turnierspielen bereitete er dabei drei Treffer vor.

## Erfolge und Auszeichnungen
- 2018 ECAC-Meisterschaft mit der Princeton University
- 2018 ECAC All-Tournament Team
- 2021 Bronzemedaille bei der Weltmeisterschaft

## Karrierestatistik
Stand: Ende der Saison 2024/25

### International
Vertrat die USA bei:
- Weltmeisterschaft 2021

(Legende zur Spielerstatistik: Sp oder GP = absolvierte Spiele; T oder G = erzielte Tore; V oder A = erzielte Assists; Pkt oder Pts = erzielte Scorerpunkte; SM oder PIM = erhaltene Strafminuten; +/− = Plus/Minus-Bilanz; PP = erzielte Überzahltore; SH = erzielte Unterzahltore; GW = erzielte Siegtore; 1 Play-downs/Relegation; Kursiv: Statistik nicht vollständig)